# Finn Hågen Krogh
Finn Hågen Krogh (6 settembre 1990) è un fondista norvegese.

## Biografia
Krogh, residente ad Alta, in Coppa del Mondo ha esordito il 15 gennaio 2011 a Liberec (21°), ha ottenuto il primo podio il 20 marzo successivo a Falun (2°) e la prima vittoria il 20 novembre dello stesso anno a Sjusjøen.
In carriera ha partecipato ai Campionati mondiali di Val di Fiemme 2013, classificandosi 31º nella 15 km, e di Falun 2015, dove ha vinto la medaglia d'oro nella sprint a squadre e si è piazzato 5º nella 15 km. Nella stagione 2014-2015 ha vinto la Coppa del Mondo di sprint. Ai Mondiali di Lahti 2017 ha vinto la medaglia d'oro nella staffetta e quella di bronzo nello skiathlon e si è classificato 4° nella sprint. Ai XXIII Giochi olimpici invernali di Pyeongchang 2018, sua prima presenza olimpica, si è classificato 18º nella 15 km; nella stagione successiva ai Mondiali di Seefeld in Tirol è stato 12º nella sprint.

## Palmarès

### Mondiali
- 3 medaglie:
  - 2 ori (sprint a squadre a Falun 2015; staffetta a Lahti 2017)
  - 1 bronzo (skiathlon a Lahti 2017)

### Mondiali juniores
- 3 medaglie:
  - 1 oro (staffetta a Hinterzarten 2010)
  - 2 bronzi (staffetta a Praz de Lys - Sommand 2009; 20 km a Hinterzarten 2010)

### Coppa del Mondo
- Miglior piazzamento in classifica generale: 3º nel 2016
- Vincitore della Coppa del Mondo di sprint nel 2015
- 25 podi (17 individuali, 8 a squadre):
  - 9 vittorie (4 individuali, 5 a squadre)
  - 12 secondi posti (9 individuali, 3 a squadre)
  - 4 terzi posti (individuali)

#### Coppa del Mondo - vittorie
| Data             | Località             | Nazione   | Spec.                                                                         |
| ---------------- | -------------------- | --------- | ----------------------------------------------------------------------------- |
| 20 novembre 2011 | Sjusjøen             | Norvegia  | 4x10 km (con Eldar Rønning, Lars Berger e Petter Northug)                     |
| 14 dicembre 2014 | Davos                | Svizzera  | SP TL                                                                         |
| 14 febbraio 2015 | Östersund            | Svezia    | SP TC                                                                         |
| 15 febbraio 2015 | Östersund            | Svezia    | 15 km TL                                                                      |
| 24 gennaio 2016  | Nové Město na Moravě | Rep. Ceca | 4x7,5 km (con Sjur Røthe, Martin Johnsrud Sundby e Mathias Rundgreen)         |
| 17 dicembre 2016 | La Clusaz            | Francia   | 15 km TL MS                                                                   |
| 18 dicembre 2016 | La Clusaz            | Francia   | 4x7,5 km (con Didrik Tønseth, Martin Johnsrud Sundby e Anders Gløersen)       |
| 22 gennaio 2017  | Ulricehamn           | Svezia    | 4x7,5 km (con Simen Hegstad Krüger, Martin Johnsrud Sundby e Anders Gløersen) |
| 9 dicembre 2018  | Beitostølen          | Norvegia  | 4x7,5 km (con Emil Iversen, Martin Johnsrud Sundby e Sjur Røthe)              |

Legenda:

SP = sprint

MS = partenza in linea

TL = tecnica libera

TC = tecnica classica

#### Coppa del Mondo - competizioni intermedie
- 11 podi di tappa:
  - 4 vittorie
  - 2 secondi posti
  - 5 terzi posti

##### Coppa del Mondo - vittorie di tappa
| Data            | Località    | Nazione  | Competizione | Disciplina  |
| --------------- | ----------- | -------- | ------------ | ----------- |
| 20 marzo 2011   | Falun       | Svezia   | Finali       | 15 km TL HS |
| 1º gennaio 2013 | Val Müstair | Svizzera | Tour de Ski  | SP TL       |
| 24 marzo 2013   | Falun       | Svezia   | Finali       | 15 km TL PU |
| 8 gennaio 2016  | Dobbiaco    | Italia   | Tour de Ski  | 10 km TL    |

Legenda:

TL = tecnica libera

SP = sprint

PU = inseguimento

HS = partenza a handicap